# Georg Thoma
Georg Thoma (Hinterzarten, 20 agosto 1937) è un ex combinatista nordico tedesco.

## Palmarès

### Olimpiadi invernali
- Oro a Squaw Valley 1960 nella combinata nordica.
- Bronzo a Innsbruck 1964 nella combinata nordica.

### Mondiali
- Oro a Oslo 1966 nella combinata nordica.